# Gamekult
Gamekult.com è un sito francese specializzato nella vendita di videogiochi di ogni genere. 
Fu lanciato nel mese di dicembre del 2000 da Kévin Kuipers e Clément Apap.
Il sito, nell'ottobre del 2005, ha registrato 6 milioni di lettori e circa 15 mila vendite nel mese di agosto del 2006.
Il sito si occupa di testare e classificare i giochi, assegnando il titolo di Sélection Gamekult a quelli ritenuti migliori.
Una parte del sito è stata per qualche tempo accessibile a pagamento, ma con l'adesione al CNET Networks dal 29 gennaio 2007, l'accesso agli archivi è tornato gratuito.
Il 21 marzo 2008, i due fondatori del sito lasciarono il loro posto a Gaël Fouquet e a Frédéric Bertrand.